# 풀브라우징
풀 브라우징(full Browsing)이란 휴대전화에서 컴퓨터와 같은 인터넷을 할 수 있는 모든 서비스를 통틀어 말한다.